# Luigi Giacobbe
Luigi Giacobbe (Bosco-Marengo, 1 januari 1907 - Novi Ligure, 1 december 1995) was een Italiaans wielrenner.

## Belangrijkste overwinningen
1931
- Tre Valli Varesine

## Resultaten in voornaamste wedstrijden
| Jaar | Ronde van Italië | Ronde van Frankrijk | Ronde van Spanje |
| ---- | ---------------- | ------------------- | ---------------- |
| 1927 | 9e               |                     |                  |
| 1928 |                  |                     |                  |
| 1929 | 5e               |                     |                  |
| 1930 | ↑                |                     |                  |
| 1931 | ↑ (1)            | opgave              |                  |
| 1932 | 12e              |                     |                  |
| 1933 | opgave           | 28e                 |                  |
| 1934 | 9e               |                     |                  |
| 1935 |                  | opgave              |                  |
| 1936 | 21e              |                     |                  |

| Jaar | Milaan-San Remo | Ronde van Lombardije |
| ---- | --------------- | -------------------- |
| 1927 |                 | 5e                   |
| 1928 | 5e              |                      |
| 1929 |                 |                      |
| 1930 | 7e              | 8e                   |
| 1931 | 17e             |                      |
| 1932 |                 |                      |
| 1933 |                 |                      |
| 1934 |                 | 17e                  |
| 1935 |                 |                      |
| 1936 | 20e             |                      |